# Gisela Trowe
Gisela Trowe, född 5 september 1922 i Dortmund, Tyska riket, död 5 april 2010 i Hamburg, Tyskland, var en tysk skådespelare inom teater, film och TV. Hon var gift med den tyske regissören Thomas Engel. Hennes karriär sträckte sig från mitten av 1940-talet fram till hennes död 2010. Trowe filmdebuterade 1948 i den DEFA-producerade Gatubekantskap, men kom framför allt att medverka i en stor mängd tyska TV-produktioner.

## Filmografi, urval
- 1948 – Gatubekantskap
- 1948 – Farligt vittne
- 1951 – Den förlorade
- 1953 – Ingen rädder här
- 1960 – Det har jag lärt mig i Paris
- 2000 – Kalt ist der Abendhauch
- 2009 – Liebe Mauer